# Félix Cadras
Félix Otto Cadras est un résistant communiste français, né le 4 mars 1906 à Calais. Membre du comité central du Parti communiste français, il est capturé et fusillé par les nazis au Mont-Valérien le 30 mai 1942.

## Biographie
Félix Cadras est le fils d'un dessinateur en dentelles tué dans les tranchées de Champagne en 1915. Il est élevé par sa mère, dont il tire son nom (Félicie). Élève à l’École des Arts décoratifs de Calais et Pupille de la Nation, Félix se destine au métier de son père : esquisseur en dentelles. Il épouse Georgette Bacquet, une dentellière calaisienne, avec qui il a deux filles.
À 17 ans, il adhère aux Jeunesses communistes et mène ses premières actions contre la guerre au Maroc. Il devient membre du Parti communiste à la fin de 1931. En 1934, il fait paraître une brochure, Union pour sauver Calais de la misère, qui est le fruit de ses études sur les causes de la crise économique touchant l'industrie dentellière.
Élu conseiller municipal à Calais en mai 1935, il est nommé secrétaire de la fédération communiste du Pas-de-Calais dès 1936. Cette même année, il est battu au premier tour des élections législatives dans le Pas-de-Calais par un candidat SFIO, au titre de la coalition de Front populaire. 
En 1937, il est élu membre du comité central du PCF, lors du congrès d'Arles.
Au début de la Seconde Guerre mondiale, Félix Cadras est mobilisé comme sous-officier d'artillerie à Boulogne-sur-Mer. Lors de la débâcle de 1940, il parcourt avec son unité près 400 km à pied, en direction des Sables-d'Olonne, pour éviter d'être fait prisonnier par les Allemands. Il s'engage dans la Résistance, lutte contre la collaboration et part à la recherche de patriotes pour combattre l'occupant. 
Il devient dès janvier 1941 un dirigeant important de l'organisation clandestine du PCF. Il est alors en contact avec Jacques Duclos, dont il connaît l'adresse. En février 1942, il est arrêté par une brigade spéciale de la police française. Il est livré aux Allemands, transféré à la prison de la Santé puis à Fresnes. Neuf jours avant d'être fusillé, il écrit un ultime message sur un mouchoir qu'il dissimule dans son manteau : « J'ai été le premier jour, battu par Pucheu, le ministre. Quels barbares ! Je suis encore en vie le 29 mai au soir ! ». Félix Cadras est fusillé le 30 mai 1942 à 9 heures 1 minute selon son acte de décès.

## Hommages et distinctions
Une rue et une école de Calais et d'Avion portent son nom. Une plaque commémorative est également installée au 119 Boulevard Davout à Paris.
La mention « Mort pour la France » a été attribuée à Félix Cadras par le Secrétariat général aux Anciens Combattants en date du 23 juillet 1945.
Félix Cadras a été fait Chevalier de la Légion d'honneur, à titre posthume, par un décret paru au Journal Officiel du 17 janvier 1961.